# HD118548
HD118548 — хімічно пекулярна зоря спектрального класу A2, що має видиму зоряну величину в смузі V приблизно  7,4.
Вона  розташована на відстані близько 486,1 світлових років від Сонця.